# Efi Latsoudi
Efi Latsoudi, es una psicóloga y activista griega.
Forma parte del Equipo de Rescate Helénico, un equipo de rescate marítimo que ha salvado miles de vidas en el Mar Egeo y una apasionada activista de derechos humanos que dio refugio a miles de personas vulnerables llegadas a las costas griegas de en Lesbos. También ayudó a arreglar entierros dignos para quienes perdieron sus vidas en el mar, a través de la organización PKPA Village.
Fue galardonada por la oficina del Alto Comisionado de las Naciones Unidas para los Refugiados (ACNUR) con el Premio Nansen en 2016.